# Túpac Amaru

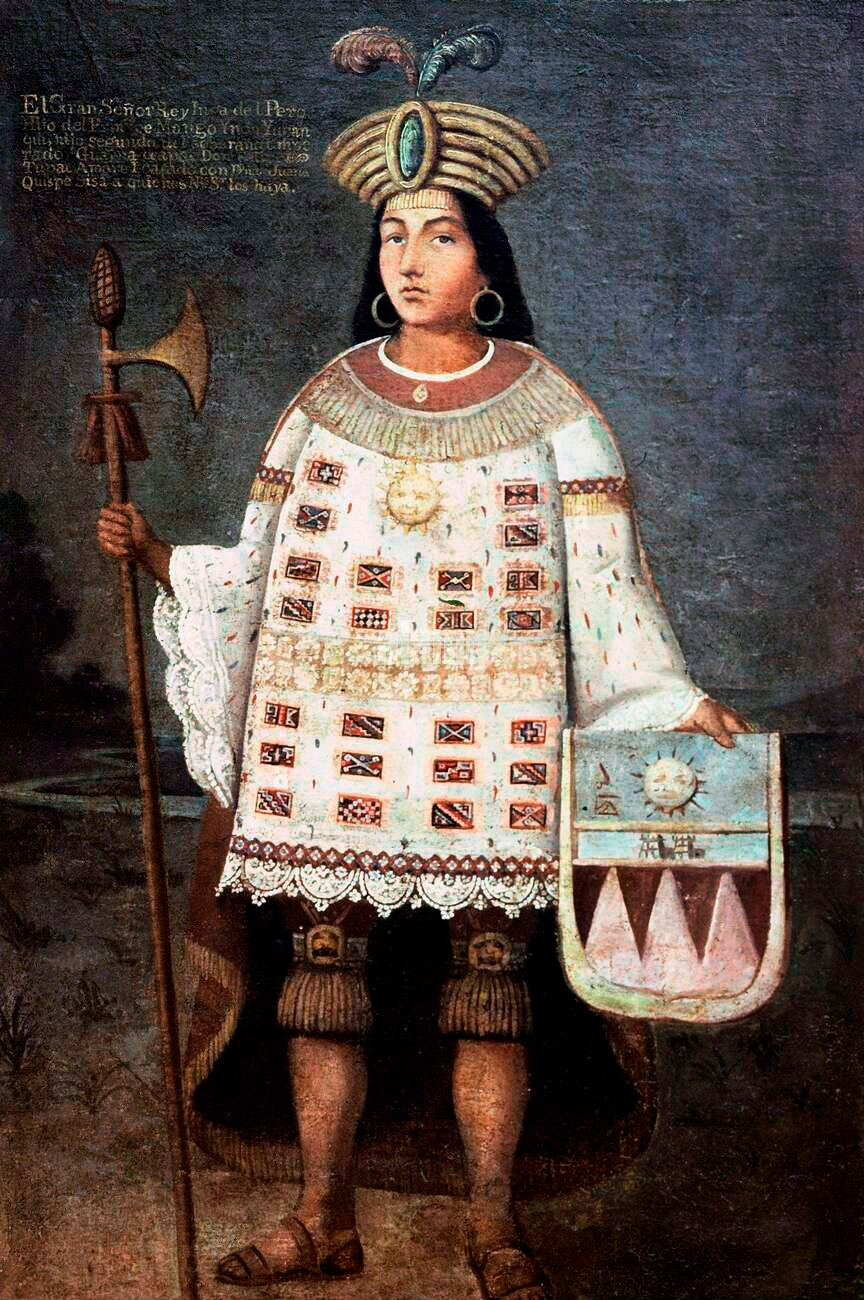
Túpac Amaru

Túpac Amaru (Thupaq Amaru in Quechua) (± 1537 – 1572) was de laatste inheemse leider van de Incastaat in Peru. Hij werd de opvolger van zijn broer Titu Cusi. Hij regeerde van 1571 tot zijn dood in 1572.
Na de Spaanse veroveringen op de Incastaat in de jaren dertig van de 16e eeuw stichtten een paar leden van de koninklijke familie een onafhankelijke Neo-Incastaat in Vilcabamba. De regeerder toentertijd was de vader van Túpac Amaru, Manco Inca Yupanqui. Na een Spaanse aanval in 1544 stierf Manco Inca Yupanqui en hij werd opgevolgd door zijn zoon Sayri Túpac. Sayri Túpac stierf in 1561 en werd opgevolgd door Titu Cusi die weer in 1571 overleed. Túpac Amaru volgde zijn twee broers en zijn vader in Vilcabamba op.
In 1572 werd Túpac Amaru gevangen genomen door de Spanjaarden en in Cuzco onthoofd.
In 1780 was er de grote opstand van zijn naamgenoot Túpac Amaru II.
Hurin-dynastie: Manco Cápac · Sinchi Roca · Lloque Yupanqui · Mayta Cápac · Cápac Yupanqui

Hanan-dynastie: Inca Roca · Yáhuar Huácac · Viracocha Inca · Pachacuti · Túpac Inca Yupanqui · Huayna Capac · Huáscar · Atahualpa · Túpac Huallpa

Heersers in Vilcabamba: Manco Inca Yupanqui · Sayri Túpac · Titu Cusi Yupanqui · Túpac Amaru
- Gemeinsame Normdatei: 118802941
- International Standard Name Identifier: 0000 0000 5031 0577
- Library of Congress Control Number: no00075051
- Nationale Bibliotheek van Israël: 987007338251805171
- Système universitaire de documentation: 170695212
- Virtual International Authority File: 2016193
- WorldCat: E39PBJrgK3vGHmGdbYr8FgTWDq